# Roger Ibañez
Roger Ibañez da Silva (Canela, 23 de novembro de 1998) é um futebolista brasileiro que atua como zagueiro ou volante. Atualmente joga pelo Al-Ahli, da Arábia Saudita.

## Carreira

### Início
Nascido no município de Canela e filho de mãe uruguaia e pai brasileiro, antes de entrar nas categorias de base de algum clube, Ibañez conciliou o futebol e os estudos com o trabalho na marcenaria do pai, jogando bola apenas nas horas vagas com os amigos, até entrar na base do Grêmio Atlético Osoriense aos 16 anos.

### PRS-RS e Sergipe
Depois, foi levado por um empresário e foi apresentado no PRS-RS em 5 de dezembro de 2016, onde foi emprestado por três meses para equipe profissional do Sergipe e disputou o Estadual e a Copa do Nordeste.

### Fluminense

#### 2017
De volta ao PRS, foi relacionado para alguns jogos da terceira divisão gaúcha antes de ser aprovado em um teste ao Fluminense para jogar na base, em 2017. Nessa época, Ibañez atuava como volante, mas tornou-se zagueiro após fazer um coletivo para a posição devido ao pedido do treinador do time na época. Depois de um mês e já como zagueiro, passou a treinar com os profissionais e atuar pela equipe sub-20.

#### 2018
No começo de 2018, viajou junto com o elenco profissional para os EUA para disputar a Florida Cup, tendo estreado no empate por 1–1 contra o PSV, tendo tido boa estreia.
Sua estreia foi oficial foi em 20 de janeiro do mesmo ano, no empate de 0–0 com o Botafogo na primeira rodada do Campeonato Carioca. Em 28 de fevereiro, foi anunciado sua compra definitiva pelo Fluminense por 600 mil reais e assinou contrato por cinco anos. Seu primeiro gol com a camisa do tricolor foi em 1 de março, na derrota de 2–1 para o Avaí no jogo de ida da Copa do Brasil.
Após ser titular no início do ano, Ibañez acabou lesionando-se logo na estreia do Campeonato Brasileiro contra o Corinthians em 15 de abril e acabou ficando fora por um mês, tendo perdido espaço no time do então técnico Abel Braga. Porém, quando atuou soube aproveitar suas oportunidades.
Ibañez começou a atuar mais com a chegada de Marcelo Oliveira, tendo sido titular em 15 dos 17 jogos, mostrando-se importante no momento em que Oliveira escalou-o no esquema com três zagueiros juntamente com Gum e Digão. Ao todo atuou em 37 partidas e fez um gol pelo tricolor, antes de se transferir para a Atalanta.

### Atalanta

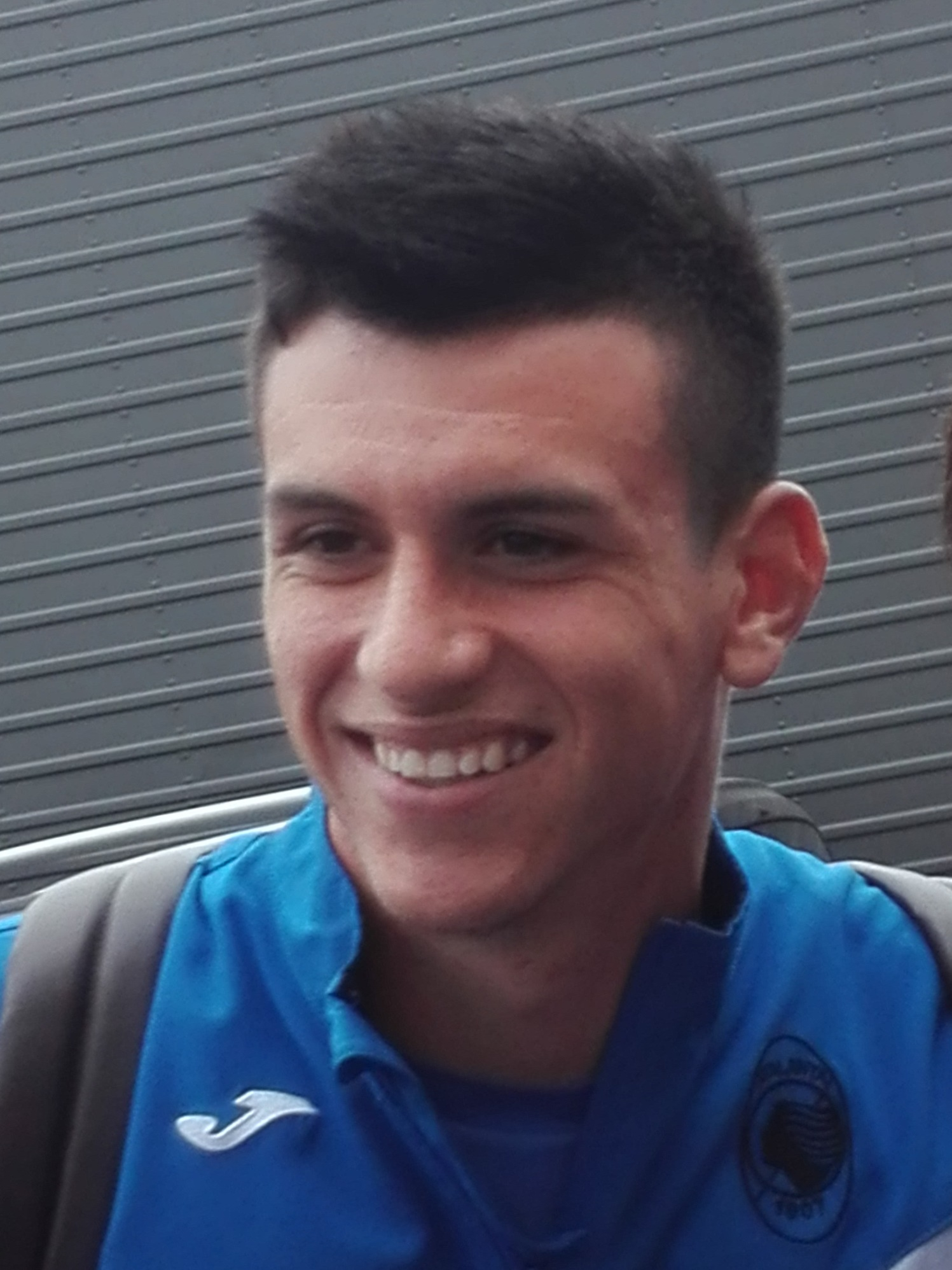
Ibañez pela em 2019

Foi anunciado como novo reforço da Atalanta em 29 de janeiro de 2019 por cerca de 4 milhões de euros (17,2 milhões de reais). Sua estreia foi em 11 de maio na vitória de 2–1 sobre o Genoa, tendo entrado no lugar de Iličić e atuado apenas um minuto. Porém, Ibañez não teve espaço na equipe neazurri e atuou em duas partidas e somou apenas 23 minutos durante toda a temporada, contra o Shakhtar Donetsk na Liga dos Campeões, tendo entrado no 2º tempo e jogado os últimos 19 minutos mais os três de acréscimo.

### Roma
Tendo recebido ofertas de times do Brasil como Flamengo, Internacional e Athletico Paranaense e times italianos como Bologna, em 27 de janeiro de 2020 foi anunciado como novo reforço da Roma por empréstimo de 18 meses com obrigação de compra ao final do período por 8 milhões de euros mais 2 milhões no caso de bônus e caso fosse contratado, seu contrato seria renovado até 30 de junho de 2024. Ibañez escolheu a camisa número 41 para utilizar. Estreou pela Roma em 24 de junho de 2020, na vitória por 2–1 sobre a Sampdoria.
Atuou em 10 partidas na temporada e acabou sendo comprado em definitivo.

#### 2020–21
Seu primeiro gol pelo Roma foi em 5 de novembro, tendo feito o segundo da goleada de 5–0 sobre o CFR Cluj na fase de grupos da Liga Europa.

#### 2021–22
Devido a suas boas atuações e destaque, foi especulado sua possível convocação para a Seleção Italiana, pelo de Roberto Mancini gostar de seu futebol. Fez um dos gols na vitória de 2–0 sobre o Spezia na 17ª rodada da Série A em 13 de dezembro. Em 4 de março, foi anunciada sua renovação de contrato até 2025. Fez um belo gol que garantiu a vitória de 2–1 sobre o Arsenal aos 42 minutos do segundo tempo em 8 de abril, em jogo válido pela ida das quartas de final da Liga Europa.
Titular absoluto, chegou a marca de atuar em 28 jogos de 32 no Campeonato Italiano, tendo perdido apenas quatro partidas devido a uma lesão. Conquistou o primeiro título da carreira ao bater o Feyenoord por 1–0 na final da Liga Conferência em 27 de maio.

#### 2022–23

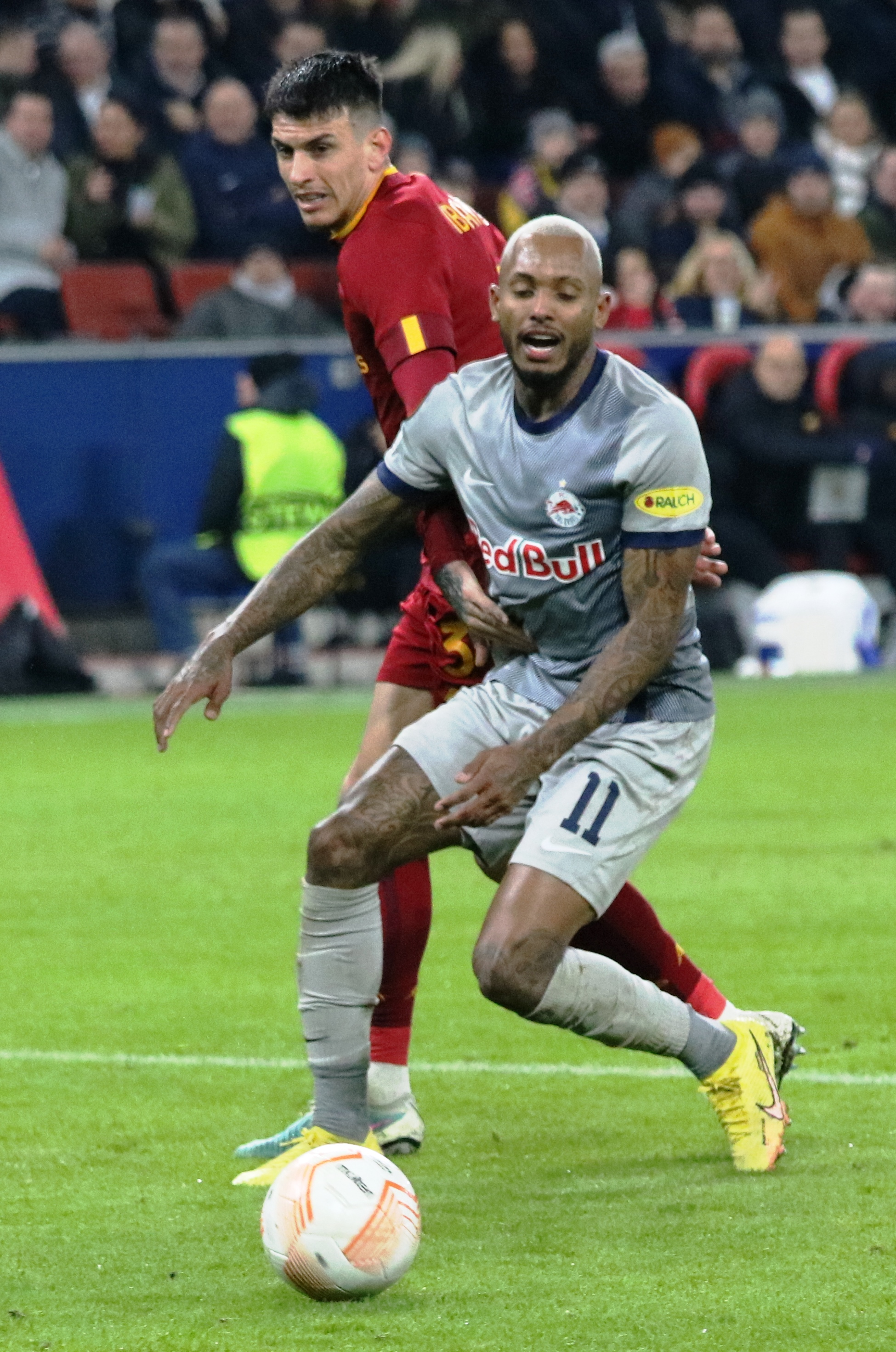
Ibañez durante uma partida pela Roma em 2023

Ele fez um dos gols da vitória por 3–0 sobre o Empoli na 21ª rodada da Série A em 4 de fevereiro.
Titular absoluto com Mourinho, despertou o interesse de outras equipes do futebol europeu como Atlético de Madrid. Ibañez atuou em 48 jogos pela Roma e marcou três gols. Ao fim da temporada deixou o clube onde realizou 149 jogos e nove gols anotados.

### Al-Ahli
Em 10 de agosto de 2023, Roger Ibañez foi anunciado oficialmente como novo reforço do Al-Ahli e assinou contrato válido até junho de 2027, por quatro temporadas. O valor da negociação girou em torno de 28 e 29 milhões de euros, podendo chegar em 35 milhões (187,6 milhões de reais) caso metas fossem alcançadas. Logo em sua segunda partida pelo clube saudita marcou seu primeiro gol, a vitória por 2–1 sobre Al-Khaleej em 17 de agosto de 2023.

## Seleção Brasileira

### Sub-23
Além de atuar em vários amistosos em 2019, compor o elenco convocado para o Torneio Pré-Olímpico Sul-Americano de 2020 e de ser titular da Seleção Sub-23 de André Jardine, esteve na pré-lista de 60 jogadores convocados para representar o Brasil nas Olimpíadas de Tóquio, contudo acabou não sendo liberado pela Atalanta para disputá-la.

### Principal
No dia 9 de setembro, Ibañez foi um dos 26 convocados por Tite para os últimos dois amistosos de preparação para a Copa do Mundo de 2022 contra as seleções da Gana e da Tunísia, sendo essa sua primeira convocação para Seleção Principal.
Roger Ibañez fez sua estreia pela Seleção Brasileira no amistoso contra a Tunísia em 27 de setembro de 2022, onde a Canarinho venceu por 5–1. Em 18 de agosto, foi convocado na primeira convocação do técnico Fernando Diniz para dois amistosos das Eliminatórias da Copa do Mundo de 2026, contra Bolívia e Peru, nos dias 8 e 12 de setembro, respectivamente.

## Vida pessoal
Filho de mãe uruguaia e pai brasileiro, Ibañez além de ter as duas nacionalidades, conseguiu também a Italiana durante seu tempo na Itália.

## Estilo de jogo
Ibañez atua como zagueiro e volante, tendo características os desarmes, bom porte físico e qualidade tanto nos passes curtos como longos.

## Estatísticas
Atualizadas até 22 de setembro de 2023[carece de fontes?]

### Clubes
| Equipe            | Temporada         | Campeonato nacional | Campeonato nacional | Campeonato nacional | Copa nacional[a] | Copa nacional[a] | Copa nacional[a] | Competições continentais[b] | Competições continentais[b] | Competições continentais[b] | Outros torneios[c] | Outros torneios[c] | Outros torneios[c] | Total | Total | Total   |
| Equipe            | Temporada         | Jogos               | Gols                | Assist.             | Jogos            | Gols             | Assist.          | Jogos                       | Gols                        | Assist.                     | Jogos              | Gols               | Assist.            | Jogos | Gols  | Assist. |
| ----------------- | ----------------- | ------------------- | ------------------- | ------------------- | ---------------- | ---------------- | ---------------- | --------------------------- | --------------------------- | --------------------------- | ------------------ | ------------------ | ------------------ | ----- | ----- | ------- |
| PRS               | 2016              | —                   | —                   | —                   | —                | —                | —                | —                           | —                           | —                           | —                  | —                  | —                  | 0     | 0     | 0       |
| PRS               | Total             | 0                   | 0                   | 0                   | 0                | 0                | 0                | 0                           | 0                           | 0                           | 0                  | 0                  | 0                  | 0     | 0     | 0       |
| Sergipe           | 2017              | —                   | —                   | —                   | —                | —                | —                | —                           | —                           | —                           | 2                  | 0                  | 0                  | 2     | 0     | 0       |
| Sergipe           | Total             | 0                   | 0                   | 0                   | 0                | 0                | 0                | 0                           | 0                           | 0                           | 2                  | 0                  | 0                  | 2     | 0     | 0       |
| Fluminense        | 2017              | 0                   | 0                   | 0                   | —                | —                | —                | —                           | —                           | —                           | —                  | —                  | —                  | 0     | 0     | 0       |
| Fluminense        | 2018              | 14                  | 1                   | 0                   | 4                | 0                | 0                | 7                           | 0                           | 0                           | 12                 | 0                  | 0                  | 37    | 1     | 0       |
| Fluminense        | 2019              | —                   | —                   | —                   | —                | —                | —                | —                           | —                           | —                           | 2                  | 1                  | 0                  | 2     | 1     | 0       |
| Fluminense        | Total             | 14                  | 1                   | 0                   | 4                | 0                | 0                | 7                           | 0                           | 0                           | 14                 | 1                  | 0                  | 39    | 2     | 0       |
| Atalanta          | 2018–19           | 1                   | 0                   | 0                   | 0                | 0                | 0                | —                           | —                           | —                           | —                  | —                  | —                  | 1     | 0     | 0       |
| Atalanta          | 2019–20           | 0                   | 0                   | 0                   | —                | —                | —                | 1                           | 0                           | 0                           | —                  | —                  | —                  | 1     | 0     | 0       |
| Atalanta          | Total             | 1                   | 0                   | 0                   | 0                | 0                | 0                | 1                           | 0                           | 0                           | 0                  | 0                  | 0                  | 2     | 0     | 0       |
| Roma              | 2019–20           | 9                   | 0                   | 0                   | —                | —                | —                | 1                           | 0                           | 0                           | —                  | —                  | —                  | 10    | 0     | 0       |
| Roma              | 2020–21           | 30                  | 0                   | 2                   | 1                | 0                | 0                | 9                           | 2                           | 0                           | —                  | —                  | —                  | 40    | 2     | 2       |
| Roma              | 2021–22           | 34                  | 3                   | 0                   | 1                | 0                | 0                | 15                          | 1                           | 0                           | —                  | —                  | —                  | 51    | 4     | 0       |
| Roma              | 2022–22           | 33                  | 3                   | 0                   | 2                | 0                | 0                | 13                          | 0                           | 0                           | —                  | —                  | —                  | 48    | 3     | 0       |
| Roma              | Total             | 106                 | 6                   | 2                   | 4                | 0                | 0                | 38                          | 3                           | 0                           | 0                  | 0                  | 0                  | 149   | 6     | 2       |
| Al-Ahli           | 2023–24           | 7                   | 1                   | 0                   | 0                | 0                | 0                | 0                           | 0                           | 0                           | —                  | —                  | —                  | 7     | 1     | 0       |
| Al-Ahli           | Total             | 7                   | 1                   | 0                   | 0                | 0                | 0                | 0                           | 0                           | 0                           | 0                  | 0                  | 0                  | 7     | 1     | 0       |
| Total na carreira | Total na carreira | 128                 | 7                   | 2                   | 8                | 0                | 0                | 46                          | 3                           | 0                           | 16                 | 1                  | 0                  | 199   | 12    | 2       |

- a. ^ Jogos da Copa do Brasil e Coppa Itália
- b. ^ Jogos da Copa Sul-Americana, Liga dos Campeões da UEFA, Liga Europa da UEFA e Liga Conferência Europa da UEFA
- c. ^ Jogos da Campeonato Sergipano e Campeonato Carioca

### Seleção Brasileira
Atualizadas até dia 25 de agosto de 2023.[carece de fontes?]

#### Sub-23
| Ano   |       |      |         |
| Ano   | Jogos | Gols | Assist. |
| ----- | ----- | ---- | ------- |
| 2019  | 6     | 0    | 0       |
| Total | 6     | 0    | 0       |

#### Principal
| Ano   |       |      |         |
| Ano   | Jogos | Gols | Assist. |
| ----- | ----- | ---- | ------- |
| 2022  | 2     | 0    | 0       |
| Total | 2     | 0    | 0       |

## Títulos
Roma
- Liga Conferência: 2021–22

Al-Ahli Saudi
- Liga dos Campeões da AFC: 2024–25